# فورتیو
فورتیو (انگلیسی: Fortive) شرکت خوشه‌ای آمریکایی است،که در سال ۲۰۱۶ تأسیس شد.